# Armstrong Whitworth Siskin
Armstrong Whitworth Siskin je bilo britansko dvokrilno lovsko letalo dvajsetih let 20. stoletja, ki je na začetku druge svetovne vojne predstavljalo majhen delež letal RAF.

## Zgodovina
Prvi model letala Siskin je začel nastajati leta 1921 in je bil predelana različica lovca Siddeley S.R.2 Siskin iz leta 1919. Po tem, ki je Siddeley prenehal izdelovati letala, je licenco prevzelo podjetje W G Armstrong Whitworth & Co Ltd. in začelo izdelovati predelano in posodobljeno verzijo lovca pod istim imenom. Postal je prvi britanski lovec, ki je imel kovinsko ogrodje in tudi krila. Prvi prototip je poletel leta 1922, prva letala, ki so jih začeli izdelovati pa so bile dvosedežne različice šolskih letal. Kasneje so izdelali še enosedežne lovce, ki so jih kmalu poslali v enote RAF.
Kasneje so letalo, ki so ga izdelovali do leta 1925 večkrat predelali in nekaj primerkov (različnih različic) prodali tudi v tujino. Nekaj primerkov letal je v enotah dočakalo drugo svetovno vojno, vendar v njej ni imelo velike vloge, saj je bilo ob začetku konflikta že zastarelo. Uporabljali so ga predvsem kot izvidniško letalo.

## Različice
- Armstrong Whitworth Siskin II - prva različica opremljena z radialnim zračnohlajenim 14 valjnim motorjem Armstrong Siddeley Jaguar I s 325 KM (242 kW)
- Armstrong Whitworth Siskin III - posodobljena različica (glej škatlo)
- Armstrong Whitworth Siskin IIIA - različica s podaljšanim trupom, povečanim repnim stabilizatorjem ter nekaj drugimi spremembami v dizajnu, opremljena z zračnohlajenim radialnim motorjem Jaguar IV ali Jaguar IVS s 425 KM (317 kW)
- Armstrong Whitworth Siskin IV - izdelan samo en prototip
- Armstrong Whitworth Siskin V - model s povečano površino spodnjega krila in spremenjenim repnim delom, opremljen z motorjem Jaguar III (kot model III)

## Uporabniki
- Kanada
- Romunija (model V)
- Švedska (model II)
- Združeno kraljestvo